# Groß Burgstall
Groß Burgstall ist eine Ortschaft und als Großburgstall eine Katastralgemeinde der Gemeinde St. Bernhard-Frauenhofen im Bezirk Horn in Niederösterreich.

## Geografie
Das Dorf befindet sich südwestlich von St. Bernhard nahe der Waldviertler Straße und ist über die Landesstraße L52 erreichbar. Weiters führen die L8022 und die L8027 durch den Ort. Zur Ortschaft zählt auch die Lage Windburn.

## Siedlungsentwicklung
Zum Jahreswechsel 1979/1980 befanden sich in der Katastralgemeinde Großburgstall insgesamt 66 Bauflächen mit 43.885 m² und 92 Gärten auf 115.628 m², 1989/1990 gab es 88 Bauflächen. 1999/2000 war die Zahl der Bauflächen auf 152 angewachsen und 2009/2010 bestanden 113 Gebäude auf 288 Bauflächen.

## Geschichte
Laut Adressbuch von Österreich waren im Jahr 1938 in der Ortsgemeinde Groß Burgstall zwei Gastwirte, eine Maschinenwerkstätte, eine Milchgenossenschaft, ein Schmied, zwei Tischler und einige Landwirte ansässig. Etwas außerhalb des Ortes gab es eine Ziegelei.

## Bodennutzung
Die Katastralgemeinde ist landwirtschaftlich geprägt. 455 Hektar wurden zum Jahreswechsel 1979/1980 landwirtschaftlich genutzt und 59 Hektar waren forstwirtschaftlich geführte Waldflächen. 1999/2000 wurde auf 459 Hektar Landwirtschaft betrieben und 60 Hektar waren als forstwirtschaftlich genutzte Flächen ausgewiesen. Ende 2018 waren 443 Hektar als landwirtschaftliche Flächen genutzt und Forstwirtschaft wurde auf 60 Hektar betrieben. Die durchschnittliche Bodenklimazahl von Großburgstall beträgt 57,1 (Stand 2010).